# Harry J. Collins
Pour les articles homonymes, voir Collins et Harry Collins.
Harry John Collins (né le 7 décembre 1895 à Chicago, mort le 8 mars 1963 à Salzbourg) est un major général de la United States Army qui commanda la 42e division d'infanterie pendant la Seconde Guerre mondiale.

## Biographie
Harry Collins est diplômé de la Western Military Academy en 1915 puis va à l'université de Chicago qu'il quitte en 1917 pour rejoindre l'armée qui vient d'entrer dans la Première Guerre mondiale. Collins se forme au camp d'entraînement des officiers à Little Rock en 1917, reçoit sa commission en tant que sous-lieutenant dans l'infanterie et est affecté au 3e régiment. Il sert à la frontière entre les États-Unis et le Mexique à Eagle Pass au Texas au moment de l'expédition punitive contre Pancho Villa.
Collins reste avec le 3e régiment d'infanterie, avec des affectations au Camp Sherman dans l'Ohio et à Fort Snelling, dans le Minnesota. En 1922, il est affecté au 19e régiment d'infanterie à Schofield Barracks, Hawaii. Il termine la formation d'officier d'infanterie à Fort Benning, en Géorgie, en 1926, et y reste en tant qu'instructeur au sein du personnel de l'United States Army Infantry School. De 1929 à 1930, il est instructeur à Fort Ethan Allen, dans le Vermont et il suit le cours avancé d'infanterie à Fort Benning en 1930.
Spécialiste du placement et de l'adresse au tir des mitrailleuses, il dirige des écoles pour les opérateurs de mitrailleuses à Fort Sam Houston, au Texas, et à Fort Warren au début des années 1930. Collins est diplômé du Command and General Staff College en 1934 et du United States Army War College en 1935.
Il sert de nouveau à Hawaï et, en 1938, il déménage à Vancouver, où il est officier des plans, des opérations et de l'instruction pour le 7e régiment, puis commande le 1er bataillon du régiment. Après, il sert comme commandant en second régimentaire jusqu'à ce qu'il soit affecté comme officier adjoint des plans, des opérations et de l'instruction puis officier de renseignement pour la 6e division d'infanterie à Fort Snelling.
Au début de la Seconde Guerre mondiale, Collins est affecté au personnel du département de la guerre des États-Unis et envoyé en Angleterre en tant qu'observateur et agent de liaison.
À son retour aux États-Unis en novembre 1941, Collins sert d'abord comme officier du renseignement pour le 4e corps d'armée. L'entrée des États-Unis dans la Seconde Guerre mondiale fait suite à l'attaque de Pearl Harbor le 7 décembre 1941. Le colonel Collins prend la tête du 345e régiment d'infanterie, à Fort Carson, qui fait partie de la 87e division. En août 1942, Collins est nommé commandant adjoint de la 99e division d'infanterie à Camp Van Dorn, dans le Mississippi et promu au grade de brigadier général.
En avril 1943, il assume le commandement de la 42e division d'infanterie au camp Gruber, dans l'Oklahoma, et est promu au grade de major général. Il forme la division aux États-Unis pendant 16 mois avant le départ pour le service à l'étranger. En décembre 1944, la division arrive sur le front de l'Ouest dans le cadre de l'European Theater of Operations. La 42e division joue un rôle majeur dans la bataille des Ardennes, l'arrêt de la dernière campagne allemande en Europe occidentale. La division prend alors part à l'invasion de l'Allemagne par les Alliés occidentaux.
La 42e division est créditée de la libération du camp de concentration de Dachau. En tant que commandant, Collins nomme comme rabbin aumônier le capitaine Eli Bohnen, même s'il n'a pas un grand nombre de Juifs dans la division. Selon les récits contemporains, Collins est ému par le sort des prisonniers qu'il a vus à Dachau et prend des mesures extraordinaires pour s'assurer qu'ils reçoivent immédiatement un logement, de la nourriture et des soins médicaux. Son exemple permet au rabbin Bohnen de faire appel à l'aide de civils aux États-Unis, à demander des choses que l'armée n'est pas prête à fournir, y compris des aliments casher, des objets religieux et des dons en espèces.
Après le 8 mai 1945, la 42e division d'infanterie sert à l'occupation de l'ouest de l'Autriche, Collins est gouverneur militaire. En juillet 1948, il est nommé commandant de la 2e division d'infanterie à Fort Lewis, dans l'État de Washington, et prend plus tard le commandement du quartier général de Fort Totten, dans le Queens.
En janvier 1951, il est assigné pour commander la 2e division à Fort Jackson, en Caroline du Sud. Un an plus tard, il est nommé attaché militaire à Moscou, puis retourne aux États-Unis pour commander la 31e division au camp Atterbury, dans l'Indiana.
Il prend sa retraite de l'armée après 37 ans de service en 1954 et est vice-président de North American Van Lines et un consultant à l'Organisation de recherche humaine à l'université George-Washington.
Collins déménage du Colorado, où il vit jusqu'à sa retraite, vers Salzbourg, où de nombreux survivants de Dachau ont été initialement amenés après la libération du camp. Dans ses dernières années, il est en mauvaise santé et a utilisé un fauteuil roulant à la suite de blessures subies dans un accident de voiture. Il est enterré au cimetière Saint-Pierre de Salzbourg.

## Historiographie
Les auteurs récents accusent Collins et d'autres officiers actifs après la Seconde Guerre mondiale, ils auraient pris des objets de luxe du Train d'or hongrois pour leurs bureaux et leurs quartiers, des objets prétendument pris par les Nazis pendant la guerre. De nombreux articles n'ont pas été rendus à leurs propriétaires d'origine, qui n'ont pas pu être identifiés, mais qui sont ensuite vendus aux enchères et dont les produits sont utilisés pour aider les réfugiés de guerre.